# Wiaczesław Grulow
Wiaczesław Dmitrijewicz Grulow (ros. Вячеслав Дмитриевич Грулёв; ur. 23 marca 1999 w Kemerowie) – rosyjski piłkarz grający na pozycji napastnika. Od 2013 jest zawodnikiem klubu Dinamo Moskwa.

## Kariera klubowa
Swoją karierę piłkarską Grulow rozpoczął w juniorach takich klubów jak: SDYuSShOR Kemerowo (do 2012), Akademia Piłkarska Konoplowa (2012-2013) i Dinamo Moskwa (2013-2016). W 2016 roku awansował najpierw do drugiego, a następnie w 2018 do pierwszego zespołu Dinama. Swój debiut w Priemjer-Lidze zanotował 4 marca 2018 w zremisowanym 1:1 wyjazdowym meczu z FK Ufa. Z kolei 30 listopada 2018 w zremisowanym 1:1 wyjazdowym spotkaniu z Rubinem Kazań strzelił swojego pierwszego gola w Priemjer-Lidze.
W styczniu 2020 Grulow został wypożyczony do FK Niżny Nowogród grającego w Pierwyj diwizion. Swój debiut w tym klubie zaliczył 9 marca 2020 w zremisowanym 0:0 domowym meczu z Bałtiką Kaliningrad. W Niżnym Nowogrodzie występował przez pół roku.
| Sezon   | Klub              | Kraj  | Rozgrywki        | Mecze | Gole |
| ------- | ----------------- | ----- | ---------------- | ----- | ---- |
| 2016/17 | Dinamo-2 Moskwa   | Rosja | Wtoroj diwizion  | 18    | 3    |
| 2017/18 | Dinamo Moskwa     | Rosja | Priemjer-Liga    | 2     | 0    |
| 2018/19 | Dinamo Moskwa     | Rosja | Priemjer-Liga    | 11    | 2    |
| 2019/20 | Dinamo Moskwa     | Rosja | Priemjer-Liga    | 13    | 1    |
| 2019/20 | FK Niżny Nowogród | Rosja | Pierwyj diwizion | 2     | 0    |
| 2020/21 | Dinamo Moskwa     | Rosja | Priemjer-Liga    | 25    | 4    |
| 2020/21 | Dinamo-2 Moskwa   | Rosja | Wtoroj diwizion  | 3     | 0    |

## Kariera reprezentacyjna
Grulow ma za sobą występy w reprezentacji Rosji U-16, U-17, U-18, U-19, U-20 i U-21. Z kadrą U-21 zagrał w 2021 roku na Mistrzostwach Europy U-21.